# Kévin Le Roux
Pour les articles homonymes, voir Le Roux.
Kévin Le Roux (né le 11 mai 1989 à Champigny-sur-Marne (Val-de-Marne) est un joueur français de volley-ball. Il mesure 2,09 m et joue central ou attaquant. Il totalise 254 sélections en équipe de France.

## Biographie
Kévin Le Roux participe à la tentative de rachat du Rennes Volley 35, en proie à de lourds problèmes financiers, par un groupe d'investisseurs. La DNACG refuse cependant d'accorder son agrément au club breton, qui est alors dissout au cours de l'été 2020.
Marié depuis le 28 Décembre 2019 à Cursty Jackson

## Clubs
| Club                       | De            | À         |
| -------------------------- | ------------- | --------- |
| AS Cannes                  | 2009-2010     | 2012-2013 |
| Pallavolo Plaisance        | 2013-2014     | 2014-2015 |
| Hyundai Capital Skywalkers | 2014-2015     | 2014-2015 |
| Halkbank Ankara            | 2015-2016     | 2015-2016 |
| Pallavolo Modène           | 2016-2017     | 2016-2017 |
| Rennes Volley 35           | 2017-2018     | 2017-2018 |
| Sada Cruzeiro              | 2018-2019     | 2018-2019 |
| Beijing BAIC Motor         | 2019-2020     | 2019-2020 |
| Berlin RV                  | Novembre 2019 | ...       |

## Palmarès

### Sélection
- Ligue mondiale (1)
  - Vainqueur : 2015, 2017
- Championnat d'Europe (1)
  - Vainqueur : 2015
- Championnat d'Europe des moins de 19 ans (1)
  - Vainqueur : 2007
- Championnat d'Europe des moins de 21 ans (1)
  - Vainqueur : 2008
  - Finaliste : 2006

### Club
- Championnat sud-américain des clubs (1)
  - Vainqueur : 2019
- Championnat de France
  - Finaliste : 2010
- Coupe d'Italie (1)
  - Vainqueur : 2014
- Championnat de Turquie (1)
  - Vainqueur : 2016
- Supercoupe de Turquie (1)
  - Vainqueur : 2015
- Championnat d'État du Minas Gerais (1)
  - Vainqueur : 2018
- Supercoupe du Brésil (1)
  - Vainqueur : 2018
- Coupe du Brésil (1)
  - Vainqueur : 2019